# Quiaios
Quiaios es una freguesia portuguesa del municipio de Figueira da Foz, distrito de Coímbra.

## Historia
El 28 de enero de 2013, una parte de la extinguida freguesia de Brenha pasó a formar parte de esta freguesia en aplicación de una resolución de la Asamblea de la República de Portugal, promulgada el 16 de enero de 2013.

## Demografía
| Gráfica de evolución demográfica de Quiaios entre 2011 y 2021 |
|                                                               |
| Datos según el nomenclátor publicado por el INE portugués.    |

## Turismo

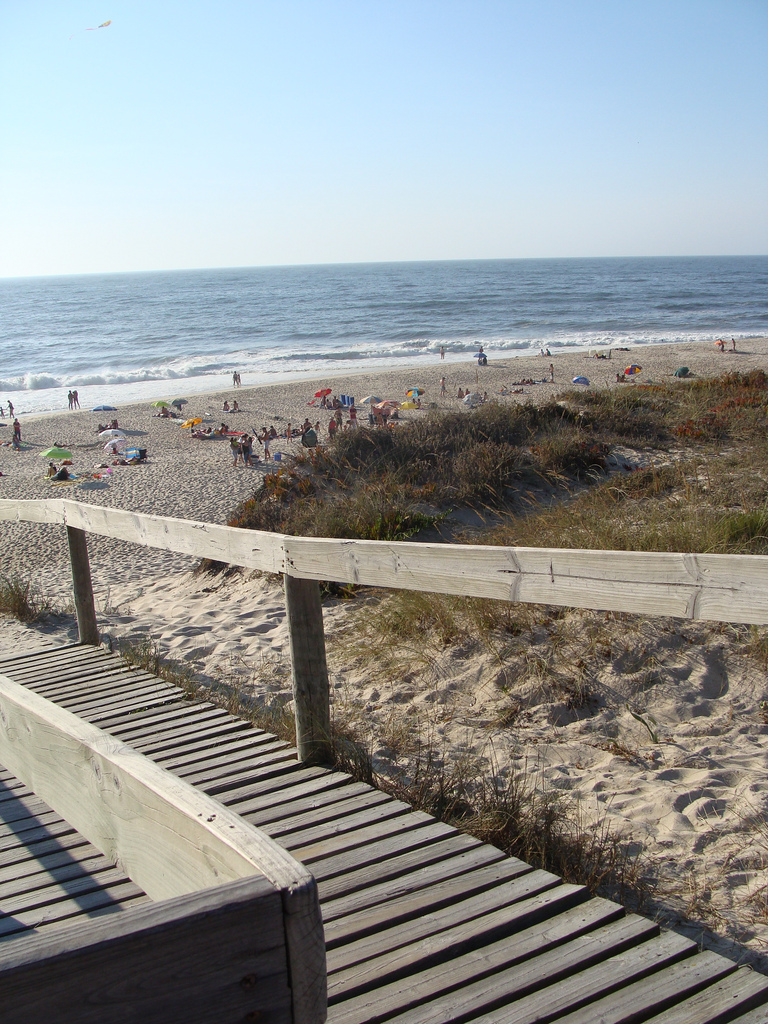
Playa de Quiaios

La localidad es conocida por su extensa y natural playa. La Praia de Quiaios está ubicada en un paisaje que combina una vasta vegetación con una enorme franja de arena. Una larga pasarela de madera recorre las dunas de la playa, conectándola con la infraestructura que atiende a los bañistas.
Entre el paseo marítimo y la imponente Serra da Boa Viagem hay rutas de senderismo.
Debido a la gran extensión de la playa, el nudismo se practica en las zonas más recónditas de las dunas. Los surfistas también son visitantes asiduos, dadas las condiciones adecuadas que tiene la playa para practicar el deporte.